# Adam Young
Adam Randal Young, född 5 juli 1986 i Ottumwa, Iowa, är en kristen
amerikansk musiker; mest känd för sitt synthpop-projekt Owl City. Han har även medverkat i ett flertal andra musikprojekt, bland annat det mer akustiska Sky Sailing. Han är ensam medlem i samtliga projekt han medverkat i, utom Swimming with Dolphins som numera leds av Austin Tofte.
Young började lägga upp låtar på webbplatsen MySpace under 2006 och var relativt okänd innan Owl Citys andra album, Ocean Eyes (2009) med hitsingeln Fireflies, hade släppts.
Även om inte Young skriver musik med inslag av kristendomen har han bland annat nämnt i albumhäftet till Ocean Eyes att han har Jesus att tacka för allt.
I slutet av april 2011 släppte han låten "Alligator Sky" tillsammans med den amerikanska rapparen Shawn Chrystopher. Det finns även en version med B.o.B.

## Musikprojekt
| År bildat | Namn                   | Medlemmar                           | Utgivningar |
| --------- | ---------------------- | ----------------------------------- | --- |
| 2004      | Novel                  | Adam Young                          | Inga officiella |
| 2005      | Blue Dalla             | Adam Young                          | Inga officiella |
| 2005      | Aquarium               | Adam Young                          | Inga officiella |
| 2006      | Insect Airport         | Adam Young                          | Inga officiella |
| 2006      | Seagull Orchestra      | Adam Young                          | Inga officiella |
| 2006      | Sky Sailing            | Adam Young                          | An Airplane Carried Me to Bed (2010) |
| 2006      | Keehar                 | Adam Young                          | Inga officiella |
| 2006      | Port Blue              | Adam Young                          | Inga officiella |
| 2007      | Owl City               | Adam Young                          | Of June (2007) Maybe I'm Dreaming (2008) Ocean Eyes (2009) All Things Bright and Beautiful (2011) The Midsummer Station (2012) Ultraviolet (2014) The Mobile Orchestra (2015) Cinematic (2018) Coco Moon (2023) |
| 2007      | The Grizzly            | Adam Young                          | Inga officiella |
| 2008      | Swimming with Dolphins | Austin Tofte Adam Young (2008–2010) | Ambient Blue (2008) |